# Волостнов, Николай Дмитриевич
Николай Дмитриевич Волостнов (1926—1945) — участник Великой Отечественной войны, командир расчёта станкового пулемёта 82-го гвардейского стрелкового полка 32-й гвардейской стрелковой дивизии 2-й гвардейской армии 3-го Белорусского фронта, гвардии сержант. Герой Советского Союза.

## Биография
Родился в 1926 году в дер. Ивановское Свияжского кантона Татарской АССР в крестьянской семье Дмитрия и Пелагеи Константиновны Волостновых. Русский.
Образование 5 классов. Работал в лесничестве. Член ВЛКСМ с 1943 года.
В Красную Армию призван в 1943 году Зеленодольским РВК. В действующей армии — с марта 1944 года. Дважды был ранен.
Приказом 07/н от 5 февраля 1945 года по 612-му Неманскому стрелковому полку 144-й стрелковой дивизии как командир отделения 5-й стрелковой роты награждён медалью «За отвагу»:
...в боях с 23.6.44 года по прорыву обороны противника под Витебском четко командовал своим отделением и со своим отделением истребил до пятнадцати гитлеровцев...
Командир расчёта станкового пулемёта 2-го батальона 82-го гвардейского стрелкового полка комсомолец гвардии сержант Николай Волостнов 15 апреля 1945 года в бою в районе населённого пункта Гаутен (ныне посёлок Путилово Калининградской области) отразил несколько контратак противника. Погиб в этом бою.
Похоронен в братской могиле в посёлке Русское Зеленоградского района Калининградской области.

## Награды
- Звание Героя Советского Союза было присвоено 29 июня 1945 года (посмертно).
- Награждён орденом Ленина и медалью «За отвагу».

## Память

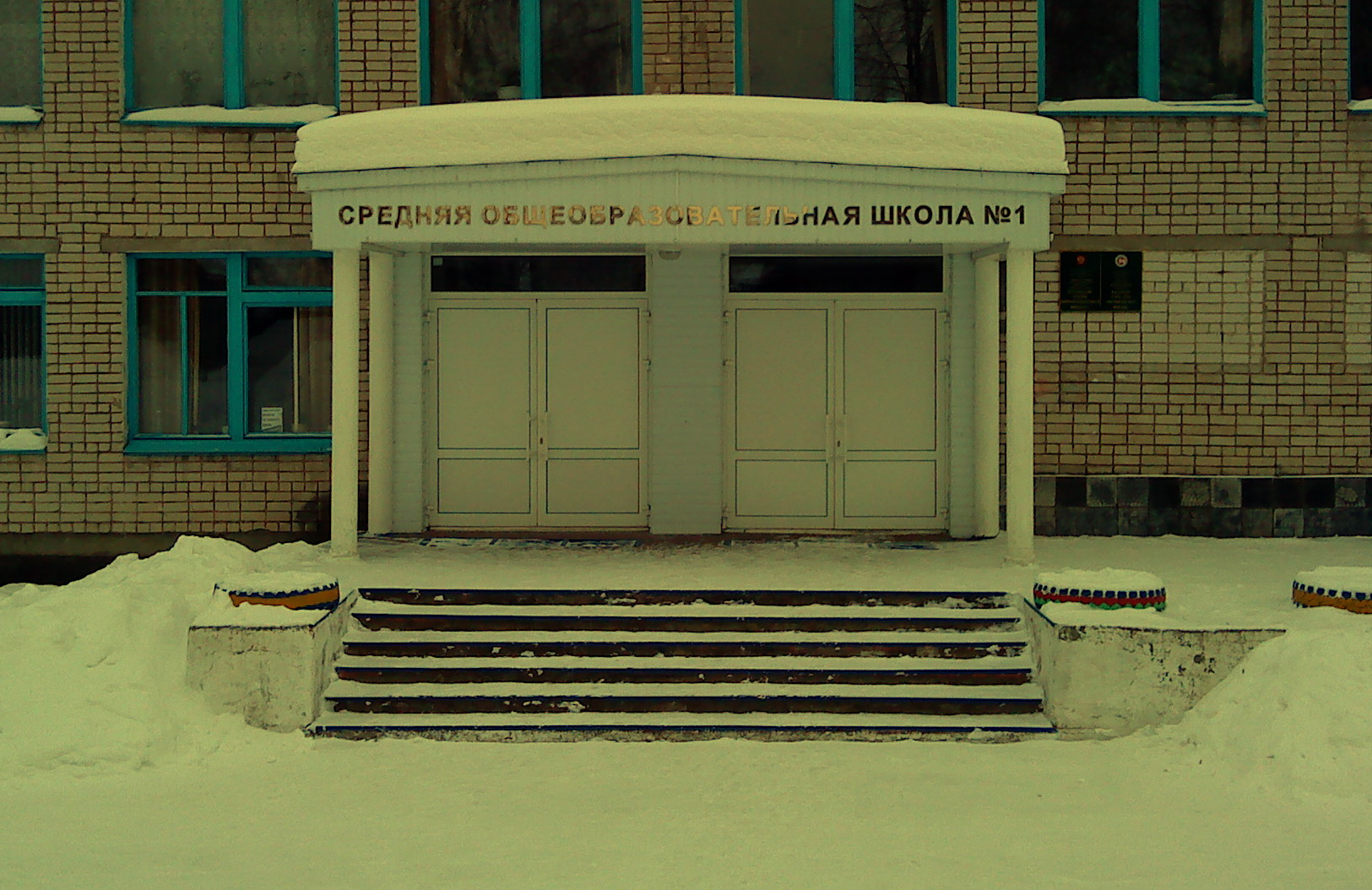
Васильевская средняя школа № 1 (с 2014 года — Васильевская кадетская школа-интернат имени Героя Советского Союза Николая Волостнова)

- Имя Героя носят океанский рыболовный траулер типа «Слава Керчи» проекта 502Г (в 1967—1989 годах)[2] и улицы в городе Зеленодольск, пгт Васильево Зеленодольского района Республики Татарстан (на этой улице в одном из домов после войны жили и, возможно, живут до сих пор его родственники), деревне Ивановское[3] и селе Большие Ключи.
- Его имя носила пионерская дружина средней школы в пгт Васильево Зеленодольского района.
- С 30 октября 2014 году Васильевская кадетская школа-интернат носит имя Героя Советского Союза Николая Дмитриевича Волостнова.
- В мае 2015 года в деревне Ивановское Зеленодольского района Республики Татарстан установлен памятник Николая Дмитриевича Волостнова[4].